# Azay-le-Ferron (zámek)
Zámek Azay-le-Ferron se nachází v obci Azay-le-Ferron v departementu Indre-et-Loire, region Centre-Val de Loire a patří mezi zámky na Loiře.
Zámek byl vybudován v 15. až 18. století a v současnosti nabízí kolekci mobiliáře z období renesance a empíru. Objekt tvoří čtyři různě staré části: věž Frotier, křídlo Humières, pavilon Františka I. a pavilon Breteuil.
V padesátých letech 20. století získalo město Tours stavbu i s pozemky od původních majitelů a zámek byl zařazen mezi monument historique.

## Dějiny
Původní hrad byl postaven Prégentem Frotierem na konci 15. století v prostoru, který kdysi patřil Nicolasu Turpinovi de Crissé a byl od 1412 součástí baronství Preuilly. Jedna ze starých věží z roku 1496 je stále na svém místě a byla integrována do stavby ze 17. století. Roku 1560 přešel hrad do rodiny Louise de Crevant a zůstal jejich až do konce 17. století. Mezi majiteli byli César de Bourbon, vévoda z Vendôme, syn Jindřicha IV. Francouzského a jeho milenka Gabrielle d'Estrées, a také Louis de Crevant, vévoda z Humières, maršál v armádě Ludvíka XIV. V roce 1638 byl postaven pavilon Františka I.. V roce 1699 bylo baronství odkoupeno Louisem-Nicolasem Le Tonnelierem de Breteuil. Jeho dcera, Gabrielle-Emilie, byla od roku 1733 do roku 1737 milenkou Voltaira. Roku 1739 byl zámek prodán Louisovi François de Gallifet a až do francouzské revoluce následovala celá řada majitelů. V roce 1852 přešel v držení Victora a Antoiny Luzarchových. Jejich potomci žili v zámku až do počátku 20. století. Poslední dědic odkázal majetek městu Tours.

## Park
Původní park vznikl v 17. století a byl o rozloze 50 hektarů. Deset hektarů zabíral krajinářský park, zbytek pravděpodobně sloužil k pěstování ovoce a zeleniny. Stále existují některé části těchto raných zahrad. V roce 1856 Antoine Luzarche na ploše 18 ha vytvořil francouzskou krajinnou zahradu s výhledem, alejemi a křovím. Nový park měl také arboretum exotických dřevin. V roce 1920 vznikla formální francouzská zahrada.
V roce 1995 Université François Rabelais de Tours vysázela v části parku sad s hrušněmi a jabloněmi. V roce 2003 vznikla růžová zahrada s 168 růžovými keři.

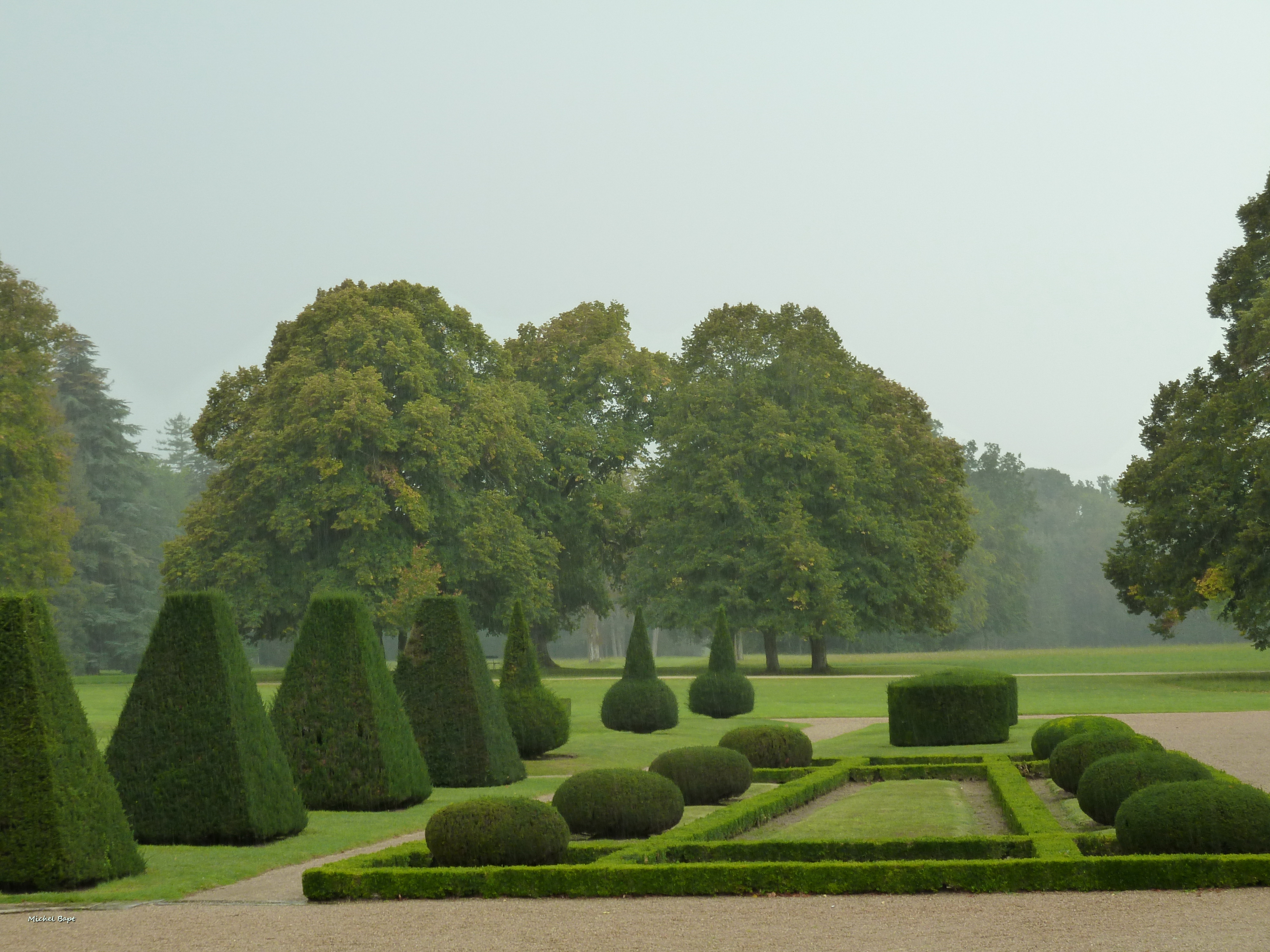
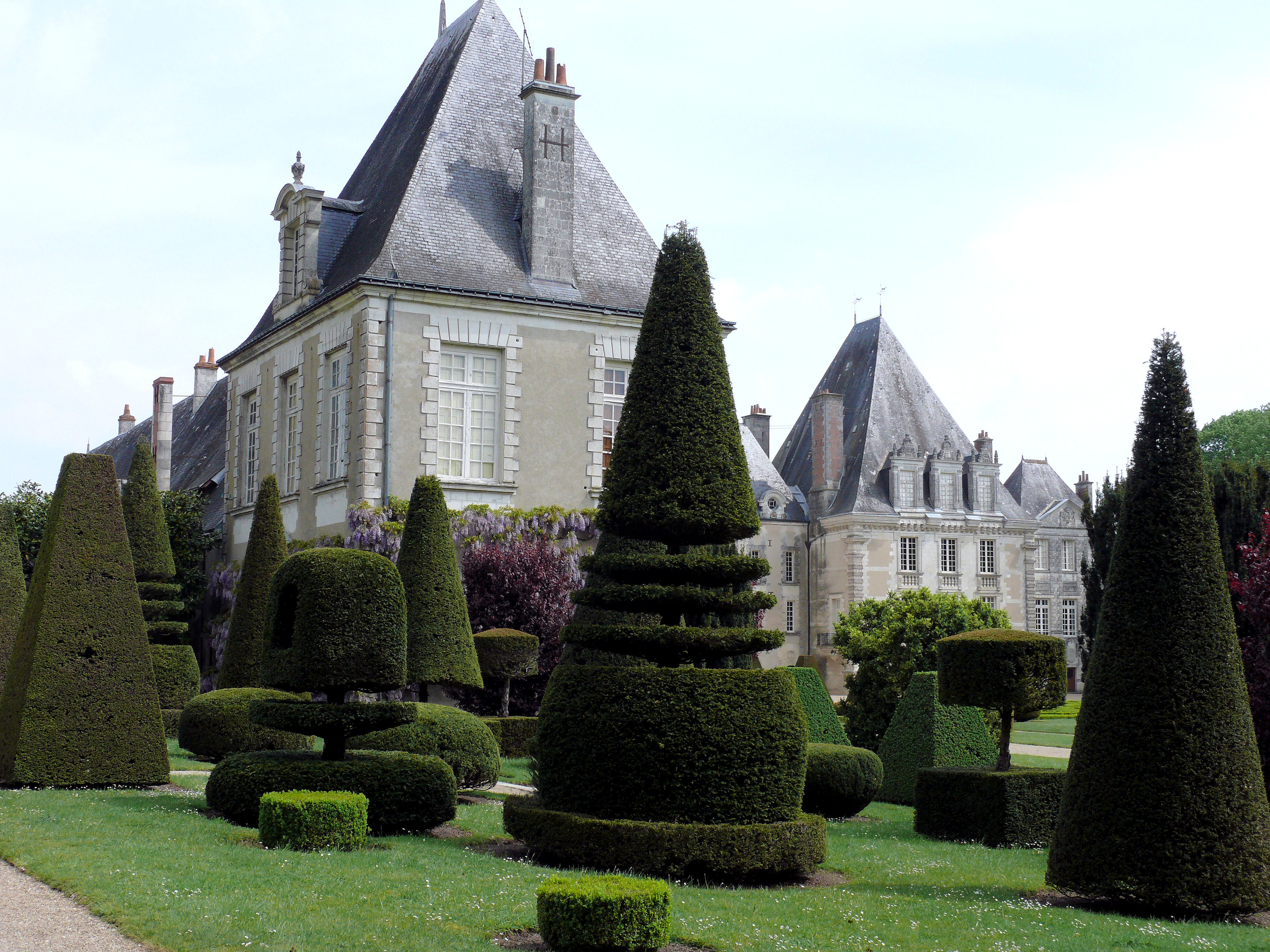
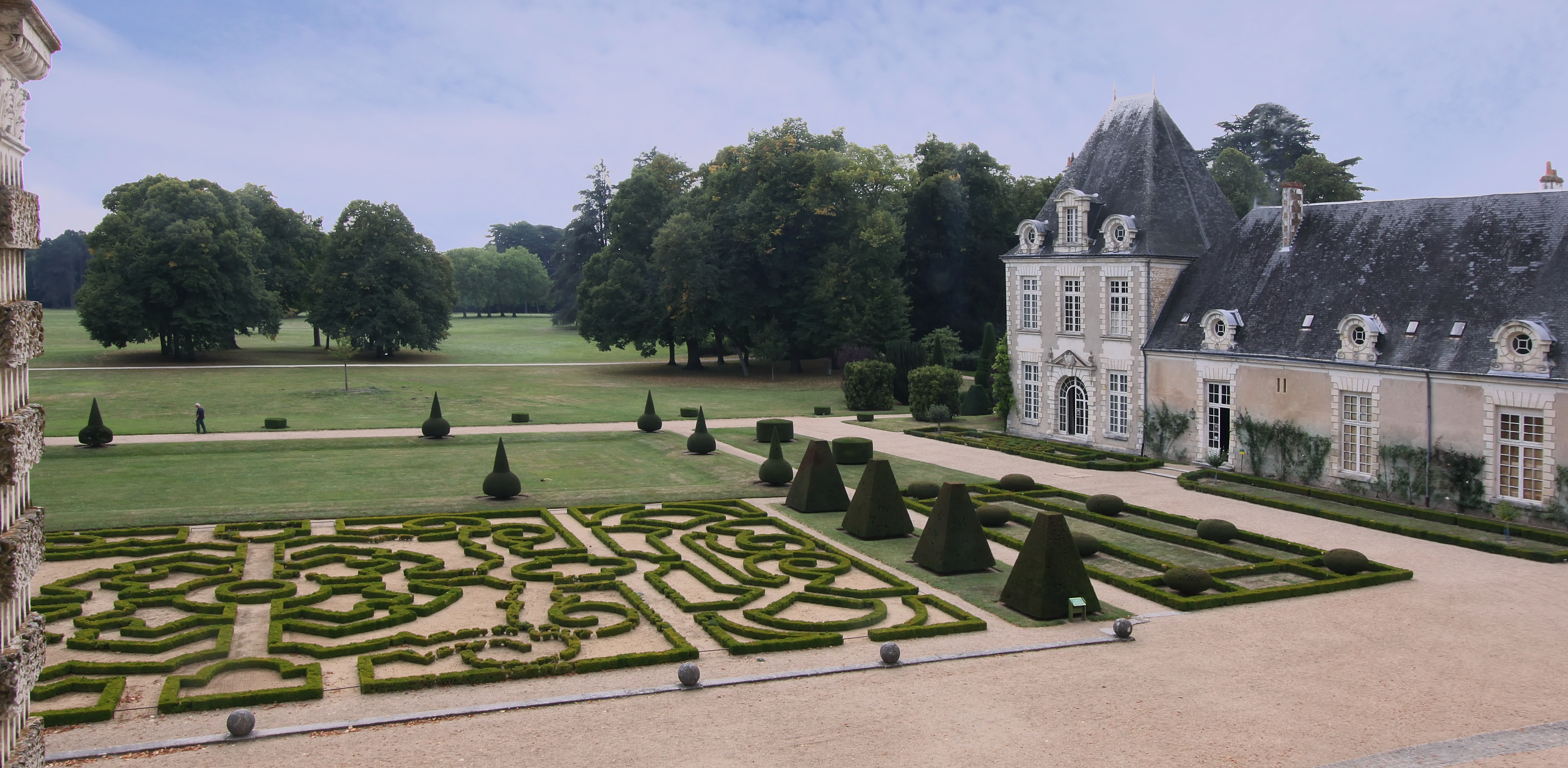